# Euagrotis forbesi
Euagrotis forbesi là một loài bướm đêm trong họ Noctuidae.